# Сайдам, Эрдоган
Эрдоган Сайдам (тур. Erdoğan Saydam; 18 октября 1921, Анталья — 25 октября 1982, Стамбул) — турецкий скрипач и альтист, один из четырёх братьев-музыкантов (известны также Эргиджан Сайдам, Эрчиван Сайдам и Эрмукан Сайдам).
Родился в семье Арифа Сайдама, ребёнком бежавшего с семьёй в Турцию из Пловдива после получения независимости Болгарией, и его жены Ирфан Хидайет (при рождении — гречанки Клеанти Ипсиланти). С восьмилетнего возраста учился игре на скрипке в Стамбуле у Карла Бергера, затем в 1934—1936 гг. в Анкаре у Недждета Ремзи Атака. В 1940 г. поступил на медицинский факультет Стамбульского университета и в 1947 г. окончил его, в дальнейшем на протяжении всей жизни совмещал в той или иной мере музыку с медицинской практикой. Одновременно с этим учился в Стамбульской муниципальной консерватории у Сейфеттина Асала.
В 1945 г. вошёл в начальный состав Стамбульского городского оркестра, собранный Джемалем Решитом Реем, и в дальнейшем на протяжении многих лет играл в нём. В 1954—1956 гг. в Мюнхене изучал игру на альте под руководством Георга Шмида. В 1958 г. женился на пианисте Хюлье Сайдам (1940—1995), и до окончания её учёбы в Мюнхене также работал в Германии, главным образом как скрипач и альтист Симфонического оркестра Граунке. С 1963 г. вновь в Стамбуле, работал в Стамбульском симфоническом оркестре как альтист, скрипач и менеджер, преподавал скрипку и альт в Стамбульской консерватории (среди его учеников Нермин Кайгусуз). Много выступал как ансамблист, в том числе в составе фортепианного квартета вместе со своей женой.